# Taishō (okres)
Taishō (jap. 大正時代 Taishō-jidai; „epoka wielkiej sprawiedliwości”) – okres w historii Japonii trwający od 30 lipca 1912 r. do 25 grudnia 1926 r., przypadający na panowanie cesarza Yoshihito. Centrum władzy politycznej przesunęło się od dawnej oligarchicznej grupy „starszych mężów stanu” (genrō) w kierunku parlamentu i partii demokratycznych, między innymi z powodu słabego zdrowia nowego cesarza. Z tego powodu era jest uważana za czas ruchów liberalnych w Japonii, znanych jako „demokracja okresu Taishō”. Okres ten wyraźnie odróżnia się od poprzedzającego go okresu przemian ustrojowych Meiji i następującego po nim okresu Shōwa, charakteryzującego się tendencjami militarystycznymi. Tym niemniej łącznie z nimi stanowi czas Cesarstwa Wielkiej Japonii.

## Dziedzictwo Meiji
30 lipca 1912 r. zmarł cesarz Meiji i tron objął książę Yoshihito, rozpoczynając okres Taishō. Koniec ery Meiji odznaczał się ogromnymi inwestycjami rządowymi i programami obronnymi w kraju i zagranicą, niemal wyczerpaną zdolnością kredytową i brakiem wymiany handlowej pozwalającej spłacić długi.
Wpływy kultury zachodniej zapoczątkowane w erze Meiji były kontynuowane. Kiyochika Kobayashi (1847–1915), nie przerywając prac nad ukiyo-e, zaadaptował zachodni styl malarski. Kakuzō Okakura (lub Tenshin Okakura, 1862–1913) utrzymał zainteresowanie tradycyjnym malarstwem japońskim. Ōgai Mori (1862–1922) i Sōseki Natsume (1867–1916) studiowali na Zachodzie i wprowadzili nowocześniejsze spojrzenia na życie.
Wydarzenia, które nastąpiły po restauracji Meiji, oznaczały nie tylko spełnienie wielu krajowych i zagranicznych celów politycznych i ekonomicznych (przy jednoczesnym uniknięciu przez Japonię kolonizacji, co spotkało inne azjatyckie narody), ale również nowy ferment intelektualny, powiązany z rosnącym na całym świecie zainteresowaniem socjalizmem i rozwojem proletariatu miejskiego. Ideały wczesnych ruchów lewicowych obejmowały przyznanie czynnego prawa wyborczego wszystkim mężczyznom, dobrobyt społeczny, prawa pracownicze i pokojowy protest. Restrykcje rządowe wymierzone w ruchy lewicowe doprowadziły jednakże do radykalizacji działań, co z kolei wzmocniło restrykcje. Rezultatem było rozwiązanie Japońskiej Partii Socjalistycznej (Nihon Shakaitō) zaledwie rok po jej powstaniu w 1906 r. i ogólna porażka ruchu socjalistycznego.
Początek okresu Taishō naznaczył kryzys polityczny, który przerwał prowadzoną do tego momentu politykę kompromisu. Gdy Kinmochi Saionji próbował ograniczyć budżet na cele wojskowe, minister armii złożył rezygnację, pociągając za sobą rząd partii Rikken Seiyūkai, (Konstytucyjne Stowarzyszenie Przyjaciół Polityki, 1900-1940). Gdy Aritomo Yamagata i Saionji odmówili ponownego objęcia urzędu, genrō nie byli w stanie znaleźć rozwiązania. Publiczne oburzenie z powodu manipulacji rządu przez wojskowych oraz powołanie po raz trzeci na stanowisko premiera Tarō Katsury doprowadziło do wzmożonych żądań zakończenia polityki genrō. Siły konserwatywne stworzyły w 1913 r. własną partię, mimo sprzeciwu „starej gwardii”. Pod koniec 1914 r. Rikken Dōshikai (Konstytucyjne Stowarzyszenie Jednomyślnych, 1913-1916) odebrało Seiyūkai większość w parlamencie.
12 lutego 1913 r. Gonbee Yamamoto (1852–1933) zastąpił Katsurę na stanowisku premiera. W kwietniu 1914 r. Yamamoto ustąpił na rzecz Shigenobu Ōkumy.

## I wojna światowa i hegemonia w Chinach
23 sierpnia 1914 r. Japonia wypowiedziała wojnę Niemcom, korzystając z ich zaangażowania w I wojnę światową w Europie i dążąc do powiększenia swojej strefy wpływów w Chinach. Japonia szybko zajęła kontrolowane przez Niemców terytoria w chińskiej prowincji Shandong oraz Mariany, Karoliny i Wyspy Marshalla na Pacyfiku. 7 listopada Jiaozhou poddało się Japonii.
Dążąc do umocnienia swojej pozycji na kontynencie i wykorzystując nieobecność mocarstw zachodnich, 18 stycznia 1915 r. Japonia wystosowała wobec Chin tzw. 21 żądań. Poza rozszerzeniem swojej kontroli nad niemieckimi posiadłościami, południową Mandżurią i wschodnią częścią Mongolii Wewnętrznej, Japonia domagała się także prawa do eksploatacji kopalń w centralnych Chinach, zakazu udostępniania tych terenów innym państwom oraz innych przywilejów w dziedzinach polityki, ekonomii i wojskowości. W praktyce spełnienie tych żądań uczyniłoby z Chin japoński protektorat. Ostatecznie, po przedłużających się negocjacjach i przy szerzących się w Chinach nastrojach antyjapońskich, Japonia wycofała się z ostatniej grupy żądań. Pozostałe zostały zaakceptowane przez Chiny w kilku traktatach podpisanych 25 maja 1915 r. w Pekinie.
Japońska hegemonia w północnych Chinach i innych częściach Azji została ułatwiona przez inne umowy międzynarodowe. W 1916 r. podpisano traktat z Rosją, zabezpieczający japońskie wpływy w Mandżurii i Mongolii Wewnętrznej, podczas gdy zawarty w 1917 r. traktat z Francją, Wielką Brytanią i Stanami Zjednoczonymi uznawał japońskie zdobycze terytorialne w Chinach i na Pacyfiku. Pożyczki Nishihary (nazwane od Kamezō Nishihary, wysłannika Tokio do Pekinu) w latach 1917 i 1918, mimo iż pomogły chińskiemu rządowi, jeszcze bardziej powiększyły chiński dług wobec Japonii. W miarę zbliżania się końca wojny, Japonia w coraz większym stopniu realizowała zamówienia europejskich sojuszników na materiały wojenne, co pomagało w dywersyfikacji rodzimego przemysłu, zwiększało eksport i doprowadziło po raz pierwszy w historii do nadwyżki w wymianie międzynarodowej.
Siła Japonii w Azji wzrosła wraz z upadkiem caratu w Rosji i zamieszaniem, jakie powstało na Syberii w wyniku rewolucji październikowej w 1917 r. Armia japońska planowała wykorzystać okazję i okupować Syberię, aż do jeziora Bajkał na zachodzie. W tym celu Japonia była zmuszona negocjować z Chinami umowę pozwalającą na transport wojsk japońskich przez terytorium chińskie. Mimo ograniczenia rozmiarów ekspedycji, aby nie drażnić Stanów Zjednoczonych, ponad 70 000 japońskich żołnierzy dołączyło do znacznie skromniejszych sił Międzynarodowego Korpusu Interwencyjnego wysłanych na Syberię w 1918 r.
I wojna światowa pozwoliła Japonii, walczącej po stronie zwycięskich aliantów, na rozszerzenie swoich wpływów w Azji i posiadanych terytoriów na Pacyfiku. Pozornie działająca niezależnie od cywilnego rządu, japońska marynarka wojenna przejęła kolonie Germanyg w Mikronezji.
9 października 1916 r. Masatake Terauchi (1852–1919) zmienił Shigenobu Ōkumę (1838–1922) na stanowisku premiera. 2 listopada 1917 r. traktat Lansing-Ishii uznał japońskie interesy w Chinach i obietnicę utrzymania polityki otwartych drzwi. W lipcu 1918 r. rozlokowano 75 000 żołnierzy, rozpoczynając Ekspedycję syberyjską. W sierpniu 1918 r. w wielu wsiach i miastach Japonii wybuchły zamieszki ryżowe.

## Japonia po I wojnie światowej: Demokracja okresu Taishō
Okres powojenny przyniósł Japonii niespotykany wcześniej rozkwit. Na konferencji pokojowej w Wersalu w 1919 r. Japonia wystąpiła jako jedna z wielkich światowych potęg militarnych i przemysłowych i została oficjalnie uznana za jedną z „Wielkiej Piątki” nowego porządku międzynarodowego. Tokio otrzymało stałe miejsce w Radzie Ligi Narodów, a traktat pokojowy potwierdził przejęcie niemieckich praw do Shandongu. Ten zapis doprowadził do antyjapońskich zamieszek i masowych ruchów politycznych w Chinach. Podobnie, należące wcześniej do Niemiec wyspy na Pacyfiku zostały oddane pod rządy japońskie. Japonia była też zaangażowana w powojenną interwencję Aliantów w Rosji i była ostatnim państwem, które wycofało stamtąd swoje siły (w 1925 r.). Mimo niewielkiej roli odegranej podczas I wojny światowej (i odrzuceniu przez zachodnie państwa proponowanego w traktacie pokojowym zapisu o równości rasowej), po jej zakończeniu Japonia wyłoniła się jako jeden z głównych aktorów na międzynarodowej scenie politycznej.
Dwustronny system polityczny, który kształtował się w Japonii od początku wieku, ostatecznie dojrzał po I wojnie światowej. Ten okres jest niekiedy nazywany „Demokracją Taishō”. W 1918 r. urząd objął pierwszy premier nie pochodzący z arystokracji. Był to Takashi Hara (1856–1921), protegowany Saionjiego i posiadający znaczne wpływy w przedwojennych gabinetach Seiyūkai. Skorzystał ze swoich długoletnich relacji w rządzie, uzyskał poparcie wciąż żyjących genrō i Izby Wyższej i włączył do swojego rządu Giichi Tanakę (1864–1929), który bardziej od swoich poprzedników doceniał znaczenie dobrych stosunków między armią i administracją cywilną. Jednakże Hara musiał stawić czoła poważnym problemom: inflacji, konieczności dostosowania przemysłu do powojennych warunków, napływowi obcych idei i rodzącemu się ruchowi robotniczemu. Do tych powojennych problemów stosowano przedwojenne rozwiązania i niewiele zrobiono w kwestii reformy rządu. Hara pracował nad zapewnieniem Seiyūkai większości sprawdzonymi wcześniej metodami, takimi jak nowe prawa wyborcze i zmianę okręgów wyborczych oraz oparcie się na głównych programach publicznych finansowanych przez budżet.
Rozczarowanie społeczeństwa pogłębiało się wraz ze wzrostem długu narodowego i nowymi prawami wyborczymi, które podtrzymały minimalny próg podatkowy dla głosujących. Rozlegały się głosy za powszechnym prawem wyborczym i likwidacją starej sieci partii politycznych. W latach 1919 i 1920 odbyły się masowe (choć spokojne) demonstracje za powszechnym prawem wyborczym dla mężczyzn, w których brali udział studenci, profesorowie uniwersytetów i dziennikarze, wspierani przez związki zawodowe i zainspirowani różnymi koncepcjami demokratycznymi, socjalistycznymi, komunistycznymi, anarchistycznymi i innymi pochodzącymi z Zachodu szkołami filozoficznymi. W następnych wyborach nieznaczną większość uzyskało Seiyūkai. Pojawiały się nowe partie, także socjalistyczne i komunistyczne.
W 1921 r. w samym środku tego politycznego fermentu, rozczarowany pracownik kolei zamordował Harę. Po nim rządzili bezpartyjni premierzy i gabinety koalicyjne. Obawa przed szerszym elektoratem, siłą lewicy i coraz większymi zmianami społecznymi, wywołanymi wpływem zachodniej kultury masowej (zostało to zilustrowane w popularnej mandze i anime z lat 70. Haikara-san ga Tōru) doprowadziły do uchwalenia ustawy o utrzymaniu porządku publicznego (1925), która zabraniała jakichkolwiek zmian w strukturze politycznej lub zniesienia własności prywatnej.
Niestabilne koalicje i podziały w Izbie Niższej doprowadziły w 1927 r. do połączenia Kenseikai (Stowarzyszenie Konstytucjonalistów, utw. 1916) i Seiyū Hontō (Prawdziwa Partia Przyjaciół Polityki, 1924-1927) w Rikken Minseitō (Konstytucyjna Partia Rządów Demokratycznych, 1927-1940). Platforma Rikken Minseitō była poświęcona systemowi parlamentarnemu, demokratycznej polityce i pokojowi na świecie. Od tego momentu, aż do 1932 r. Rikken Seiyūkai i Rikken Minseitō zmieniały się u steru rządów.
Mimo porządkowania sceny politycznej i nadziei na bardziej stabilny rząd, kryzysy ekonomiczne nękały kraj bez względu na to, która partia była przy władzy. Próbowano je rozwiązywać za pomocą zaostrzania polityki fiskalnej i apeli o poparcie społeczne dla tak konserwatywnych działań, jak ustawa o utrzymaniu porządku publicznego, dołączając przypomnienia o moralnym obowiązku poświęceń dla cesarza i kraju. Mimo iż światowy kryzys z końca lat 20. i wczesnych 30. miał niewielki wpływ na Japonię (w rzeczywistości japoński eksport zauważalnie wzrósł w tym okresie), niezadowolenie społeczne wzrastało, czego kulminacją był zamach na premiera z Rikken Minseitō, Osachi Hamaguchiego (1870–1931) w 1930 r. Hamaguchi przeżył atak i próbował kontynuować rządy mimo poważnych ran, został jednak zmuszony do odejścia w następnym roku. Wkrótce potem zmarł.

## Komunizm a reakcja Japonii
Zwycięstwo Bolszewików w Rosji w 1917 r. i ich nadzieja na światową rewolucję doprowadziły do utworzenia Kominternu (od ros. Коммунистический Интернационал, Kommunisticzieskij Internacjonał), organizacji utworzonej w 1919 r. w Moskwie w celu koordynacji światowego ruchu komunistycznego. Komintern uświadamiał sobie istotną rolę Japonii w osiągnięciu sukcesu rewolucji we wschodniej Azji i aktywnie pracował nad utworzeniem Komunistycznej Partii Japonii (Nihon Kyōsantō, utw. 1922, zalegalizowana 1945), która została ostatecznie utworzona w lipcu 1922 r. Manifest Komunistycznej Partii Japonii został ogłoszony w 1923 r. Znalazły się w nim postulaty zniesienia feudalizmu i monarchii, uznania Związku Radzieckiego i wycofania japońskich żołnierzy z Syberii, Sachalinu, Chin, Korei i Tajwanu. Władze zareagowały brutalnym zniesieniem partii. Radykałowie odpowiedzieli próbą zamachu na regenta Hirohito. Ustawa o utrzymaniu porządku publicznego z 1925 r. była bezpośrednią odpowiedzią na „niebezpieczne myśli” szerzone przez komunistyczne elementy w Japonii.
Ustawa o liberalizacji prawa wyborczego, która została przyjęta także w 1925 r., była korzystna dla kandydatów komunistycznych, mimo delegalizacji tej partii. Jednak nowa ustawa o utrzymaniu porządku publicznego z 1928 r. ograniczyła wysiłki komunistów przez delegalizację zinfiltrowanych przez nich partii. Siły policyjne w tym czasie były wszechobecne i dość drobiazgowe w próbach kontrolowania ruchu socjalistycznego. Do 1926 r. Japońska Partia Komunistyczna została zmuszona do zejścia do podziemia, w lecie 1929 r. kierownictwo partii było praktycznie zniszczone, a w 1933 r. partia właściwie już nie istniała.
Charakterystyczną cechą prawicowych polityków i konserwatywnej części wojskowych od czasu rewolucji Meiji był ultranacjonalizm wnoszący duży wkład do prowojennej polityki końca XIX w. Rozczarowani samuraje zakładali stowarzyszenia patriotyczne i organizacje wywiadowcze, jak Gen’yōsha (Stowarzyszenie Czarnego Oceanu) założone w 1881 r. i jego późniejszy odłam, Kokuryūkai (Stowarzyszenie Czarnego Smoka lub Stowarzyszenie Rzeki Amur, założone w 1901 r.). Te grupy stały się aktywne w polityce wewnętrznej i zagranicznej, pomagały w tworzeniu poparcia dla wojny i popierały ultranacjonalistyczne sprawy aż do końca II wojny światowej. Po japońskich zwycięstwach nad Chinami i Rosją ultranacjonaliści skupili się na sprawach wewnętrznych i przewidywanych zagrożeniach w kraju, takich jak socjalizm i komunizm.

## Polityka zagraniczna Taishō
Japońskie interesy w powojennej polityce zagranicznej napotykały przeszkody w postaci rodzącego się w Chinach nacjonalizmu, zwycięstwa komunistów w Rosji i coraz wyraźniejszej obecności Stanów Zjednoczonych we Wschodniej Azji. Trwająca cztery lata ekspedycja syberyjska w połączeniu z dużymi wydatkami wewnętrznymi wyczerpała japońskie zyski z okresu wojny. Japonia mogła zostać dominującą siłą w Azji tylko dzięki bardziej konkurencyjnym praktykom biznesowym, wspierającym dalszy rozwój gospodarczy i modernizację przemysłu, czemu sprzyjał wzrost roli konglomeratów finansowo-przemysłowych zaibatsu. Stany Zjednoczone, od dawna źródło wielu importowanych towarów i pożyczek niezbędnych do rozwoju, w tym czasie były postrzegane jako główna przeszkoda w realizacji tego celu, ze względu na ich politykę powstrzymywania japońskiego imperializmu.
Punktem zwrotnym w dyplomacji wojskowej na skalę międzynarodową była konferencja waszyngtońska 1921–1922, której efektem była seria umów kształtujących nowy porządek w rejonie Pacyfiku. Japońskie problemy wynikające z ograniczeń w budowie okrętów na potrzeby floty wojennej oraz uświadomienie sobie konieczności konkurowania ze Stanami Zjednoczonymi raczej na polu gospodarczym niż militarnym, wyraźnie wskazywały na konieczność zmiany podejścia. Japonia zastosowała bardziej neutralny stosunek do wojny domowej w Chinach, porzuciła wysiłki rozszerzenia swojego zwierzchnictwa nad główną częścią Chin oraz dołączyła do Stanów Zjednoczonych, Wielkiej Brytanii i Francji w zachęcaniu Chin do rozwoju.
W podpisanym w Waszyngtonie traktacie czterech mocarstw o posiadłościach w rejonie Pacyfiku (The Four-Power Treaty, 13 grudnia 1921 r.) Japonia, Stany Zjednoczone, Wielka Brytania i Francja uznały status quo na Pacyfiku, a Japonia i Wielka Brytania zgodziły się na formalne rozwiązanie ich traktatu sojuszniczego. Traktat o rozbrojeniu pięciu mocarstw morskich (The Five-Power Treaty, 6 lutego 1922 r.) ustanowił międzynarodowy współczynnik tonażu okrętów liniowych (odpowiednio 5, 5, 3, 1,75 i 1,75 dla Stanów Zjednoczonych, Wielkiej Brytanii, Japonii, Francji i Włoch) oraz ograniczył rozmiary i uzbrojenie okrętów liniowych dotychczas zbudowanych lub będących w budowie. Waszyngton i Londyn zgodziły się nie budować nowych baz wojskowych między Singapurem i Hawajami, co dało Japońskiej Marynarce Cesarskiej większą swobodę na Pacyfiku.
Celem traktatu dziewięciu mocarstw (The Nine-Power Treaty, 6 lutego 1922 r.), podpisanego obok pięciu głównych mocarstw przez Belgię, Chiny, Holandię i Portugalię, było uniknięcie wojny na Pacyfiku. Sygnatariusze zgodzili się respektować niepodległość i niezależność Chin, nie ingerować w chińskie próby stworzenia stabilnego rządu, powstrzymać się przed szukaniem w Chinach specjalnych przywilejów lub zagrażaniu tam pozycji innych krajów, wspierania polityki równych szans dla handlu i przemysłu wszystkich państw w Chinach oraz do ponownego rozważenia polityki eksterytorialności i autonomii podatkowej. Japonia zgodziła się również wycofać żołnierzy z Szantungu, zrzec się tam wszystkich praw z wyjątkiem czysto ekonomicznych, i wycofać żołnierzy z Syberii.

## Koniec demokracji Taishō
Podsumowując, podczas lat dwudziestych XX wieku Japonia uczyniła duży krok w kierunku demokratycznego systemu rządów. Jednakże parlamentaryzm nie był dostatecznie głęboko zakorzeniony, by przetrwać bez szwanku ekonomiczne i polityczne naciski w latach 30., w czasie których wzrastało znaczenie dowódców wojskowych. To przesunięcie środka ciężkości było możliwe dzięki niejednoznaczności konstytucji Meiji, szczególnie w zakresie pozycji cesarza wobec konstytucji.

## Kalendarium
- 1912: Tron obejmuje cesarz Taishō (30 lipca). Generał Tarō Katsura zostaje po raz trzeci premierem (21 grudnia).
- 1913: Katsura jest zmuszony do rezygnacji; premierem zostaje admirał Gonnohyōe Yamamoto (lub Gonbee Yamamoto) (20 lutego).
- 1914: Shigenobu Ōkuma po raz drugi zostaje premierem (16 kwietnia]). Japonia wypowiada wojnę Niemcom, opowiadając się po stronie aliantów (23 sierpnia).
- 1915: Japonia wysuwa 21 żądań w stosunku do Chin (18 stycznia).
- 1916: Masatake Terauchi zostaje premierem (9 października).
- 1917: Wchodzi w życie traktat Lansing-Ishii (2 listopada).
- 1918: Rozpoczyna się ekspedycja syberyjska (lipiec). Takashi Hara zostaje premierem (29 września).
- 1919: Koreański Ruch 1 Marca opowiada się przeciwko zaborczej polityce Japończyków w Korei (1 marca).
- 1921: Hara zostaje zamordowany, premierem zostaje Korekiyo Takahashi (4 listopada). Hirohito zostaje regentem (29 listopada). Zostaje podpisany traktat czterech mocarstw (13 grudnia).
- 1922: Zostaje podpisany traktat o rozbrojeniu pięciu mocarstw morskich (6 lutego). Admirał Tomosaburō Katō zostaje premierem (12 czerwca). Japonia wycofuje żołnierzy z Syberii (28 sierpnia).
- 1923: Wielkie trzęsienie ziemi w Kantō niszczy Tokio (1 września). Yamamoto ponownie zostaje premierem (2 września).
- 1924: Keigo Kiyoura zostaje premierem (7 stycznia). Hirohito poślubia księżniczkę Nagako (26 stycznia). Takaaki Katō zostaje premierem (11 czerwca).
- 1925: Zostaje uchwalona ustawa o utrzymaniu porządku publicznego. Rodzi się księżniczka Shigeko, pierwsza córka Hirohito (9 grudnia).
- 1926: Umiera cesarz Taishō. 25 grudnia na tron wstępuje Hirohito.